# Ion Bostan

Regizorul Ion Bostan.

Ion Bostan (n. 15 decembrie 1914, Cernăuți, Austro-Ungaria – d. 29 mai 1992, București, România) a fost un regizor de filme documentare român.
Are o filmografie de peste o sută de filme, din care se impun ciclurile dedicate Deltei Dunării, precum și filmele consacrate monumentelor de arhitectură religioasă din Bucovina. Contribuie la evoluția documentarului științific în România.

## Biografie
Ion Bostan s-a născut la 15 decembrie 1914 la Cernăuți. Tatăl său era medic militar, mama absolvise Facultatea de Litere. Copilăria a fost grea, ca toate copilăriile în vreme de război. Au urmat ani de bejenie, o adolescență petrecută la Chilia Nouă. Drumurile vieții l-au adus de timpuriu la București. La 16 ani Ion Bostan scrie primele articole în „Ziarul științelor și al călătoriilor”, cu care va colabora vreme îndelungată. La vârsta de 30 de ani a fost captivat de lumea cinematografului. Primii săi profesori într-ale filmului au fost regizorii Paul Călinescu și Jean Mihail, iar prima activitate concretă a fost un stagiu de patru ani ca asistent de regie al acestora, la Romfilm sau ONC. Ion Bostan a fost asistent la filmele „România 1945” și „Floarea reginei”, precum și regizor secund la filmul de lungmetraj „Răsună valea”, având contribuții chiar la subiectul narațiunii cinematografice.
A lucrat la studioul de filme documentare „Sahia” încă de la înființare (1950), ani în care a urmat un curs de „specializare în regia cinematografică” la Moscova, sub îndrumarea unor cineaști marcanți, precum Lev Kuleșov, Vsevolod Pudovkin, Oleksandr Dovjenko, Mark Donskoi.
A fost căsătorit cu regizoarea Elisabeta Bostan în anii ’60.

## Activitatea profesională
Ion Bostan are  în palmaresul său 124 de filme documentare, regizate în cei 43 de ani de viață consacrați cinematografiei. A adus în fața camerei istoria, arta, tradițiile și identitatea românească, lăsând în urmă o arhivă de neprețuit.
Printre filmele documentare pentru care a fost premiat se numără „Sub aripa vulturului” (Mamaia, 1964), „Marea Sarmatică”, „Marea Neagră” (Teheran, 1968), „Histria, Heracleea și lebedele” (Novi Sad, 1969), „Stârcul, pasăre-reptilă” (Rio de Janeiro, 1970), „Pădurea scufundată” (ACIN 1972 și Teheran, 1973), „Glasuri în desișuri” (ACIN 1988). 
În ultima parte a vieții, Ion Bostan semnează regia mai multor pelicule documentare, denumirile cărora vorbesc de la sine despre erudiția regizorului român: „Pictorul Nicolae Grigorescu”, „Theodor Aman”, „Uciderea pruncilor”, „Cetatea Histria”, „Callatis”, „Dracula — legendă și adevăr”, „Livenii lui Enescu”, „Mărturii despre Enescu”, „Cerul străbunilor”, „Soarele azi”, „Marele Univers”, „Delta — sanctuar al naturii”. În Delta Dunării a realizat 50 de filme, ascunzându-se zile la rând, săptămâni, printre tufișuri, „singur printre pelicani”, pentru a surprinde viața secretă a vietăților din zonă.

## Distincții
- Ordinul Muncii clasa a II-a (25 august 1954) „pentru merite deosebite în realizarea filmului documentar artistic de lung metraj în culori «Pentru Pace și Prietenie»”[4]

## Filmografie
- Un minut (1949)
- Pentru industrializare, pentru socialism (1949)
- Pagini din lupta partidului (1950)
- Canalul Dunăre Marea Neagră, o construcție a păcii (1951)
- Calea belșugului (1952)
- Baia Mare (1953)
- Centenarul Nicolae Bălcescu (1953)
- Pentru pace și prietenie (1954)
- Pictorul Nicolae Grigorescu (1955)
- Ciocârlia (1955)
- Doina Oltului (1956)
- Dansuri românești (1956)
- Obiceiul primei hore (1956)
- Theodor Aman (1956)
- Cetatea Histria (1956)
- Uciderea pruncilor (1957)
- Bucureștii de altădată (1958)
- Livenii lui Enescu (1958)
- Jad, cuarț, agată (1959)
- Din trecutul pământului (1959)
- Lacul cu nuferi (1959)
- Mărturii despre Enescu (1959)
- Adevărul despre Adam (1960)
- Calea spre belșug și fericire (1961)
- Printre pelicani (1962)
- Voroneț (1962)
- Urme pe zăpadă (1962)
- Lacuri glaciare (1962)
- Lumea din bezna (1963)
- Delta necunoscută (1963)
- Sub aripa vulturului (1963)
- Dracul cu scripcă (1964)
- Callatis (1964)
- Prietenul meu, Max (1965)
- Pârvu Mutu Zugravul (1965)
- Marea Sarmatică - Marea Neagră (1966)
- Oaspeți de iarnă (1967)
- Mărășești 1917-1967 (1967)
- Stârcul pasăre reptilă (1967)
- Histria, Heracleea și lebedele (1968)
- Pe urmele unui film dispărut (1968)
- Dialog El Greco-Bach (1969)
- Omul din Lună (1969)
- Puii în primejdie (1969)
- Sturionii se pescuiesc pe furtună (1969)
- Arta epocii de piatră (1969)
- Cerul Alunișului (1970)
- Formarea și evoluția paleo-geografică a pământului românesc (1970)
- Singur printre pelicani (1970)
- Geneza unei lumi (1970)
- Pelicanii (1971)
- Oameni și locuri (1971)
- Sturionii și scrumbiile migratoare (1971)
- Păsări din cele patru puncte cardinale (1971)
- Pești și pescari (1971)
- Întâlnirea cu cerul (1972)
- Și medicii au început să filmeze (1972)
- Stelele cu coada - cometele (1972)
- Delta Dunării (1972)
- Pădurea scufundată (1972)
- Și pe aici au trăit mamuții (1973)
- Pietre din cer (1973)
- Pescăruși cu aripi curate (1973)
- Dracula - legendă și adevăr (1973)
- Satul cu lebede (1974)
- Vestigii (1974)
- Neagoe Basarab (1974)
- Marele zbor (1975)
- Arhipelaguri de stele (1975)
- Robinson de bună voie (1975)
- Spre alte planete (1976)
- Se întorc berzele (1976)
- Cerul străbunilor (1976)
- În lumea rațelor sălbatice (1977)
- Stelele - nașterea, viața și moartea lor (1977)
- Rinul își caută drumul spre mare (1978)
- Sfera lui Pitagora (1978)
- Și totuși se mișcă (1978)
- Impresii din Deltă (1978)
- La pescuit printre pelicani și nuferi (1978)
- Luna azi (1979)
- Marele Univers (1979)
- Puterea instinctului (1979)
- Petrodava (1980)
- Pagini de tracologie (1980)
- Și păsările se pot înțelege (1980)
- Mesaje spre univers (1981)
- Dinozaurii (1981)
- Ciclul Delta Dunarii - sanctuar al naturii... Delta insolită
  - Steaua noastră, Soarele (1980)
  - Morunul uriaș (1981 )
  - Sulina, vechea poartă a Dunării (1981)
  - Aur, argint și istorie (1982)
  - Migrația păsărilor (1982)
  - Pescărușii lui Hitchcock (1982)
  - O îndeletnicire milenară pescuitul (1983)
  - În jungla verde de sub apă (1983)
  - Insule plutitoare (1983)
  - Pretutindeni freamăt de aripi (1983)
  - Stejari și liane (1983)
  - Se întorc pelicanii (1985)
  - Balena de piatră (Insula Popina) (1985)
  - Când înfloresc nuferii (1985)
- Cometa Halley revine (1984)
- Originea sistemului solar (1985)
- Treceau în zbor cormoranii (1986)
- Sub cupola planetariului (1986)
- Cum s-a format universul (1986)
- Penajul colorat - o podoabă (1987)
- Când se adună păsările (1987)
- Planeta Terra pe traiectoria ei galactică (1987)
- Glasuri în desișuri (1988)
- Acolo unde zboară uliul și șoimul (1988)
- Grija pentru pui (1988)
- Misterul cometelor (1988)
- Amprentele vieții (1989)
- În pragul cosmosului (1989)
- Păsări ocrotite (1989)
- Soarele azi (1989)
- Ciclul „Splendoarea frescelor sfinte”
  - Țara de Sus 1990 - 1991
  - Voroneț 1990 - 1991
  - Humor 1990 - 1991
  - Arbore 1990 - 1991
  - Moldovița 1990 - 1991
  - Sucevița 1990 - 1991
  - La răscruce de ceruri (1992)

## Premii
- Sub aripa vulturului (Mamaia, 1964)
- Marea Sarmatică, Marea Neagră (Teheran, 1968)
- Histria, Heracleea si lebedele (Novi Sad, 1969)
- Stârcul, pasăre - reptila (Rio de Janeiro, 1970)
- Pădurea scufundată (ACIN 1972)
- Pădurea scufundată (Teheran, 1973)
- Pescăruși cu aripi curate (ACIN 1973)
- Robinson de bună voie (ACIN 1975)
- Vin berzele (ACIN 1976)
- Premiu pentru întreaga activitate (ACIN 1979)
- Preludiu (ACIN 1983)
- Freamăt de aripi (ACIN 1983)
- Când se adună păsările (ACIN 1987)
- Penajul colorat (ACIN 1987)
- Glasuri în desișuri (ACIN 1988)